# Дыгово (гмина)
Дыгово (пол. Dygowo) — сельская гмина (волость) в Польше, входит как административная единица в Колобжегский повет, Западно-Поморское воеводство. Население — 5605 человек (на 2006 год).